# Giacomo Antonio Cortusi
Giacomo Antonio Cortusi auch Giacomo Antonio Cortuso oder Jacobus Antonius Cortusus (* 1513 in Padua; † 21. Juni 1603 ebenda) war ein italienischer Botaniker.

## Leben und Wirken
Mit einer Verordnung des Dogen Pasquale Cicogna vom 10. November 1590 wurde Cortusi zum Präfekt (Direktor) des 1545 gegründeten Botanischen Gartens in Padua, dem ältesten Botanischen Garten der Welt, ernannt. Er trat damit die Nachfolge des verstorbenen Melchior Wieland an.
Ein Porträt von ihm befindet sich in Castore Durantes Herbario novo von 1585.

## Ehrenungen
Charles Plumier benannte ihm zu Ehren eine Gattung Cortusa. Carl von Linné übernahm später diese Gattung nicht, sondern stellte sie zur Gattung Thalia der Pflanzenfamilie der Pfeilwurzgewächse (Marantaceae).
Linné benannte nach ihm die Gattung Cortusa der Pflanzenfamilie der Primelgewächse (Primulaceae). Möglicherweise ist auch Pietro Andrea Mattioli Urheber dieses Namens.

## Schriften (Auswahl)
- L’horto dei semplici di Padova. Venedig 1591 (Digitalisat).